# 帖里帖木儿
帖里帖木儿（?—?），译名又作帖里帖穆尔。元顺帝时中书左丞相。蒙古族。
元惠宗至正十二年（1352年）帖里帖木儿担任中书省参知政事，同知经筵事。之后，分省济宁，后转任江浙行省左丞，率军攻方国珍起义军。帖里帖木儿招谕方国珍，刘基说方氏兄弟首乱，不诛不足以惩后。方国珍害怕，厚赂刘基，刘基不受。至正十四年（1354年），升任为中书平章政事。至正十六年（1356年），受命提调国子监，与参知政事成遵等人议行钞法。至正十七年（1357年），任御史大夫。至正十九年（1359年），出京担任陕西行省左丞相。至正二十七年（1367年），以太尉为中书添设左丞相，不久，升左丞相，知大抚军院事，十一月丁酉，元顺帝命帖里帖木儿监修国史。